# Employment
Employment je debutové album anglické rockové kapely Kaiser Chiefs, které vyšlo v roce 2005.
Deska Employment je v Británii čtvrtou nejprodávanější deskou roku 2005. Kladná kritika zajistila desce i komerční úspěchy. Ve Velké Británii se deska dostala na druhé místo albového žebříčku a prodalo se jí přes 3 miliony kopií.

## Seznam písní
1. Everyday I Love You Less and Less – 3:37
2. I Predict a Riot – 3:53
3. Modern Way – 4:03
4. Na Na Na Na Naa – 3:01
5. You Can Have It All – 4:35
6. Oh My God – 3:35
7. Born to Be a Dancer – 3:30
8. Saturday Night – 3:27
9. What Did I Ever Give You? – 4:09
10. Time Honoured Tradition – 2:45
11. Caroline, Yes – 4:13
12. Team Mate – 3:24

## Umístění
| Hitparáda      | Umístění |
| -------------- | -------- |
| Velká Británie | 2        |
| Irsko          | 2        |
| Francie        | 133      |
| Nizozemsko     | 12       |
| Belgie         | 19       |
| USA            | 86       |